# Каросу
Каро́су (порт. Ilhéu Caroço) — маленький острів у складі Сан-Томе і Принсіпі. Адміністративно відноситься до округу Паге.
Острів розташований за 3 км від південний схід від мису Піку-Негру, що на півдні острова Принсіпі. Має компактну трикутну форму. Гористий, незаселений, вкритий лісами. Південно-східний берег стрімко обривається до моря, північна частина низинна. Максимальна висота становить 305 м. Довжина становить 750 м, ширина — від 370 на півдні до 670 м на півночі.
Біля південно-західного берега розташований дрібний скелястий острівець.